# 石上家成
石上 家成（いそのかみ の いえなり）は、奈良時代から平安時代初期にかけての公卿。左大臣・石上麻呂の孫で、正六位上・石上東人の子。官位は従三位・宮内卿。

## 経歴
天平宝字8年（764年）の藤原仲麻呂の乱（恵美押勝の乱）終結後に従五位下に叙爵。神護景雲2年（768年）に上総守次いで勅旨少輔に任じられた。
宝亀元年（770年）光仁天皇の即位に伴い従五位上に叙せられ、翌宝亀2年（771年）皇太子・他戸親王の春宮員外亮を兼ねた。宝亀3年（772年）5月に他戸親王が皇太子を廃されたのち、同年9月に政情調査のために覆損使として南海道に、宝亀7年（778年）検税使として東山道へ派遣されるなど、地方行政の調査・監察にあたっている。同年正五位下、宝亀9年（780年）宮内大輔。
桓武天皇が即位した天応元年（781年）には従四位下・民部大輔に叙任される。またこの年、大納言・石上宅嗣（家成の従兄弟）が没したため、家成は石上氏の事実上の氏上となる。その後、桓武朝前期に大宰少弐・衛門督・右衛士督・内蔵頭を務めた後、延暦8年（789年）宮内卿に任ぜられると10年以上に亘ってこれを務めた。この間、延暦10年（791年）従四位上、延暦18年（799年）迄に正四位下と累進し、叙位時期は不明ながら従三位に叙され公卿に列した。
延暦23年（804年）6月20日薨去。享年83。最終官位は散位従三位。

## 人物
取り上げるべき才芸はなかったが、公務を忠実に勤めた。

## 官歴
『六国史』による。
- 時期不詳：正六位上
- 天平宝字8年（764年） 10月7日：従五位下
- 神護景雲2年（768年） 6月26日：上総守。11月13日：勅旨少輔
- 宝亀元年（770年） 10月1日：従五位上
- 宝亀2年（771年） 正月23日：兼春宮員外亮
- 宝亀3年（772年） 9月26日：南海道覆損使
- 宝亀7年（778年） 正月7日：正五位下。同19日：東山道検税使
- 宝亀9年（780年） 2月23日：宮内大輔
- 天応元年（781年） 5月25日：民部大輔。11月15日：従四位下
- 天応2年（782年） 閏正月17日：伊予守。6月20日：大宰少弐
- 延暦2年（783年） 5月15日：造東大寺長官
- 延暦3年（784年） 7月13日：内蔵頭
- 延暦4年（785年） 9月27日：兼衛門権督
- 延暦5年（786年） 2月17日：衛門督
- 延暦7年（788年） 3月21日：右衛士督
- 延暦8年（789年） 3月16日：宮内卿
- 延暦10年（791年） 正月7日：従四位上
- 延暦12年（793年） 6月1日：見兼因幡守[5]
- 時期不詳：正四位下
- 延暦18年（799年） 11月11日：見宮内卿[6]
- 時期不詳：従三位
- 延暦23年（804年） 6月20日：薨去（散位従三位）